# R280 (Russland)
Die R280 Noworossija  (russisch R280 «Новороссия») ist eine Fernstraße in Russland und Teil der Europastraße 58.
Sie war als M23 Teil des sowjetischen Fernstraßennetzes und führte von Odessa nach Rostow am Don. Bis sie 2010 die Bezeichnung A280 erhielt, trug der russische Teil von der ukrainischen Grenze über Taganrog nach Rostow noch die Nummer M23. Die A280 wurde am 24. Juni 2023 in R280 umbenannt und wurde über Mariupol und Melitopol (Annektierte Gebiete der Russischen Föderation in Ostukraine) bis nach Simferopol (Autonome Republik Krim) verlängert. Auf ukrainischer Seite ist die R280 zwischen der russisch-ukrainische Grenze und Melitopol ein Teil der M 14 sowie zwischen Melitopol und Simferopol Teil der M 18. Die R280 ist auf ukrainischer Seite ebenfalls ein Teil der Europastraße 105.

## Verlauf als M23 bis 1991
0 km – Odessa, Endpunkt der M14 und M20 (heutiger Teil in Russland R23)
Oblast Mykolajiw
38 km – Koblewe
109 km – Mykolajiw
171 km – Cherson
216 km – Tjahynka
248 km – Beryslaw
258 km – Nowa Kachowka
293 km – Abzweigung nach Nowooleksijiwka zur M 2 (auf die Halbinsel Krim)
353 km – Nyschni Torhaji
Oblast Saporischschja
442 km – Melitopol, Querung der M 2
465 km – Pryasowske
423 km – Prymorsk
461 km – Berdjansk
476 km – Ossypenko
Oblast Donezk
520 km – Mokwin
548 km – Mariupol
589 km – Nowoasowsk
RUSSLAND, Oblast Rostow
658 km – Taganrog
728 km – Rostow am Don